# Oscar Smith
Oscar Smith, född 1991, är en svensk flerfaldig mästare i gymnastik. Han tävlar för TK Levo.  
2016 rankades Smith som 30:e i världen.